# Muggsy Bogues
Tyrone Curtis "Muggsy" Bogues (Baltimore, Maryland, 9 de gener de 1965) és un exjugador de bàsquet nord-americà que va disputar 14 temporades en l'NBA. Amb 1,60 metres d'altura, jugava en la posició de base i és el jugador més baix de tota la història de la NBA.
Va jugar a quatre equips diferents en l'NBA, però generalment se li recorda per la seva etapa amb els Charlotte Hornets, equip de què és ambaixador des 2014. Va ser entrenador de l'ara desapareguda franquícia de la WNBA, Charlotte Sting.

## Carrera esportiva

### Institut i universitat
Bogues va jugar a l'institut Dunbar de la ciutat de Baltimore, on va ser company d'equip d'altres futurs jugadors NBA com David Wingate (promoció anterior a la seva), Reggie Williams i Reggie Lewis (tots dos del seu mateix any). Després va jugar durant quatre anys a la Wake Forest University de Carolina del Nord, promitjant 11,3 punts, 8,4 assistències i 3,1 robatoris per partit en el seu tercer any. Durant el següent any, els seus números van millorar fins 14,8 punts, 9,5 assistències i 3,9 robatoris per partit. També va aconseguir capturar 3,8 rebots per partit, alguna cosa meritori tenint en compte que aquesta és una estadística normalment dominada per jugadors molt més alts.

### NBA
Bogues va ser triat en la dotzena posició del draft de 1987 pels Washington Bullets, i va formar part d'una generació de molt talent a la qual van pertànyer jugadors de la talla de David Robinson, Reggie Miller, Scottie Pippen o Kevin Johnson. En la seva primera temporada a l'NBA, Bogues va ser company d'equip del sudanès Manute Bol (2,31 m), aleshores el jugador més alt de la història de la NBA (posteriorment seria igualat per Gheorghe Muresan). Junts van ser protagonistes de portades de revistes.